# 爛泥灣 (香港島)
爛泥灣村（英語：Lan Nai Wan Village）是香港島石澳半島西陲的一條寮屋村，村莊面向大潭灣，遙望紅山半島，毗鄰土地灣村、東丫村、東丫背村及銀坑村。

## 歷史
在香港開埠時，爛泥灣村早已建立。1911年，土地灣有華人居民4人。爛泥灣與附近村落居民曾成立「爛泥灣五村互相委員會」促進居民福利，互委會現已停止運作。

## 現況
爛泥灣村是一條寮屋村，地政總署只容許1982年前已登記的寮屋保存下來，新搭建的寮屋會被拆走。至2017年，爛泥灣有24間已登記寮屋。2017年，有傳媒揭發爛泥灣村有寮屋的現況與登記紀錄不符，亦有人霸佔官地自行建屋。
爛泥灣村交通不便，只能從石澳道走約700級梯級到達，村裡商業活動缺乏。

## 地標
- 蓮鶴仙觀（1979年由筲箕灣遷入石澳道現址）

## 交通
乘坐新巴9號線到達蓮鶴仙觀站，下車後需要再走數百級梯級才可以到達爛泥灣。